# Condado de Muscatine
O Condado de Muscatine é um dos 99 condados do estado norte-americano de Iowa. A sede do condado é Muscatine, que é também a sua maior cidade. O condado tem uma área de 1163 km² (dos quais 27 km² estão cobertos por água), uma população de 41 722 habitantes, e uma densidade populacional de 37 hab/km² (segundo o censo nacional de 2000). O condado foi fundado em 1836 e recebeu o seu nome da tribo ameríndia Mascouten.